# Ultima escapadă a lui Olsen
Ultima escapadă a lui Olsen (titlul original: în daneză Olsen-bandens sidste bedrifter) este un film de comedie danez, realizat în 1974 de regizorul Erik Balling. Este al șaselea film cu banda Olsen. Pe baza titlului, inițial a fost intenționat să fie ultimul film din această serie. Cu toate acestea, un an mai târziu, a fost făcut următorul film intitulat Olsen-banden på sporet.

Protagoniștii filmului sunt actorii Ove Sprogøe, Morten Grunwald, Poul Bundgaard și Kirsten Walther.

## Rezumat

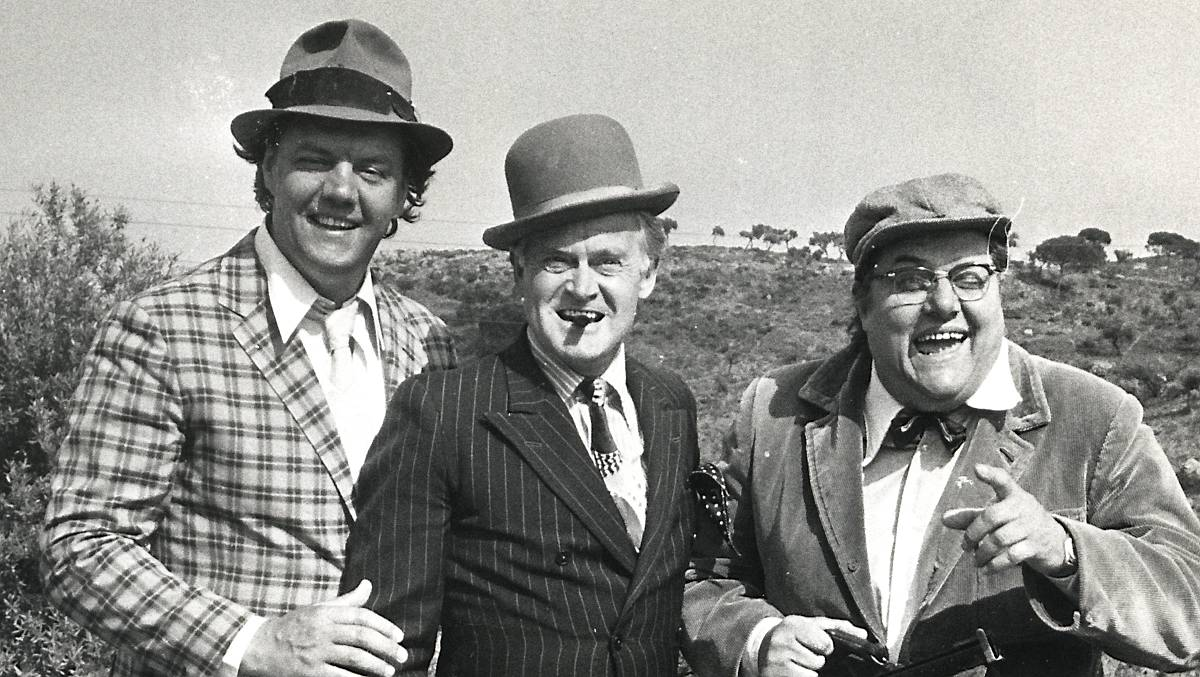
Banda Olsen pe Mallorca la filmări pentru Ultima escapadă a lui Olsen (Morten Grunwald, Ove Sprogøe și Poul Bundgaard)

Egon, Benny și Kjeld împreună cu soția și copilul lor au ajuns cu bine în Mallorca după ultima lor aventură, dar nu au bani. Pentru a-l obține, Egon încearcă să spargă seiful proprietarului bogat de restaurant danez „Porcul-Hansen”, dar este prins în flagrant, arestat și dus înapoi în Danemarca.
După eliberarea sa din închisoare, spre uimirea lui Kjeld și Benny, Egon este luat din închisoare într-o limuzină mare și se comportă de parcă nu-și cunoaște cei doi prieteni. După cum se dovedește, Egon a avut contact cu omul serios de afaceri din exterior, Holm-Hansen jr., în timpul închisorii sale. Acesta aflase de măiestria lui Egon de a deschide seifurile „Franz Jäger” și, prin urmare, l-a angajat să spargă un seif pe care partenerul său de afaceri recent decedat, l-a lăsat într-o vilă din Elveția.
Ajuns acolo, Egon stăpânește cu brio sarcina care i-a fost dată, dar spre groaza lui este lăsat părăsit în vilă și oferit pe tavă poliției. În ultimul moment reușește să fugă și să se îndrepte spre Danemarca, unde se întoarce la Kjeld și Benny. Scopul lui este să se răzbune pe Holm-Hansen jr. pentru încălcarea acordului. Conținutul seifului era nimic mai puțin decât diamantele Bedford, care sunt căutate în întreaga lume de zeci de ani și pe care Holm-Hansen le-a vândut unui prinț arab pentru 15 milioane de dolari.
La Knippelsbro din Copenhaga, Egon reușește să fure bijuteriile din mașina șeicului. Dar când mai târziu vrea să le returneze lui Holm-Hansen jr. pentru a-l șantaja, geanta conține doar bibelouri fără valoare în loc de diamante. Yvonne schimbase bijuteriile „ca măsură de precauție” și le ascunsese bine acasă. Cu toate acestea, Egon, Kjeld și Benny află că ea a dus dulapul în care erau păstrate bijuteriile dealer-ului de vechituri.
Între timp, „Porcul prost” al lui Holm-Hansen jr. este însărcinat să asigure dispariția lui Egon. Benny și Kjeld au pornit la dealer-ul în cauză cu Egon, care acum parcă și-a pierdut mințile. În timp ce reușesc să recupereze adevăratele bijuterii, Egon este răpit de „Porcul prost”. Kjeld și Benny reușesc să îl elibereze doar în ultima secundă.
Egon are acum un nou plan: Kjeld și Benny se deghează în ofițeri de poliție și merg cu Egon, așa cum a declarat despre aceasta presupusul „delincvent” care este împotriva lui Holm-Hansen jr.. În timp ce Holm-Hansen jr. este „interogat” de Benny, Egon este capabil să-i spargă seiful pe neobservate și să fure cele trei valize cu cele 100 de milioane de coroane. Când banda Olsen dispare cu prada, Holm-Hansen jr. sună poliția. Dar ea a descoperit diamantele Bedford mult căutate în seiful lui Holm-Hansen, astfel încât Holm-Hansen jr. este arestat. Între timp, Egon, Benny, Kjeld, Yvonne și Børge se pot întoarce în Mallorca sănătoși și cu 100 de milioane de coroane mai bogați.

## Distribuție
- Ove Sprogøe – Egon Olsen
- Morten Grunwald – Benny Frandsen
- Poul Bundgaard – Kjeld Jensen
- Kirsten Walther – Yvonne Jensen
- Jes Holtsø – Børge Jensen
- Bjørn Watt-Boolsen – Holm-Hansen jr.
- Ove Verner Hansen – „Porcul prost”
- Axel Strøbye – comisarul criminalist Jensen
- Ole Ernst – criminalistul asistent Holm
- Lily Weiding – turista după care aleargă Benny
- Palle Wolfsberg – Porcul-Hansen (Grise-Hansen) alias Jørgen Hansen
- Holger Vistisen – portarul
- Freddy Koch – omul de legătură Holm-Hansens în Elveția (Hr. Ziegelhofer)
- Bo Christensen – diplomatul german
- Poul Glargaard – vameșul din aeroport
- Karl Stegger – paznicul din port, cu câine
- Knud Hilding – paznicul de pod
- Poul Thomsen – șoferul de autobuz
- Solveig Sundborg – pietoana speriată
- Holger Perfort – antrenorul sportiv de poliție
- Valsø Holm – paznicul la terenul de sport al poliției
- Alf Andersen – prințul Abradan
- Arve Opsahl – Knut, turistul norvegian beat
- Sverre Holm – Olav, turistul norvegian beat
- Carsten Byhring – Øjvind, turistul norvegian beat

## Premii
- 1975 Ove Sprogøe a primit un Bodil pentru Cel mai bun rol principal masculin.

## Lansare
Filmul Ultima escapadă a lui Olsen a avut premiera în Danemarca pe data de 4 octombrie 1974.
În România premiera filmului a avut loc la data de 29 mai 1978 la cinematografele „Festival” (sală și grădină) și „Luceafărul” (sală și grădină) din capitală.